# Ixtle

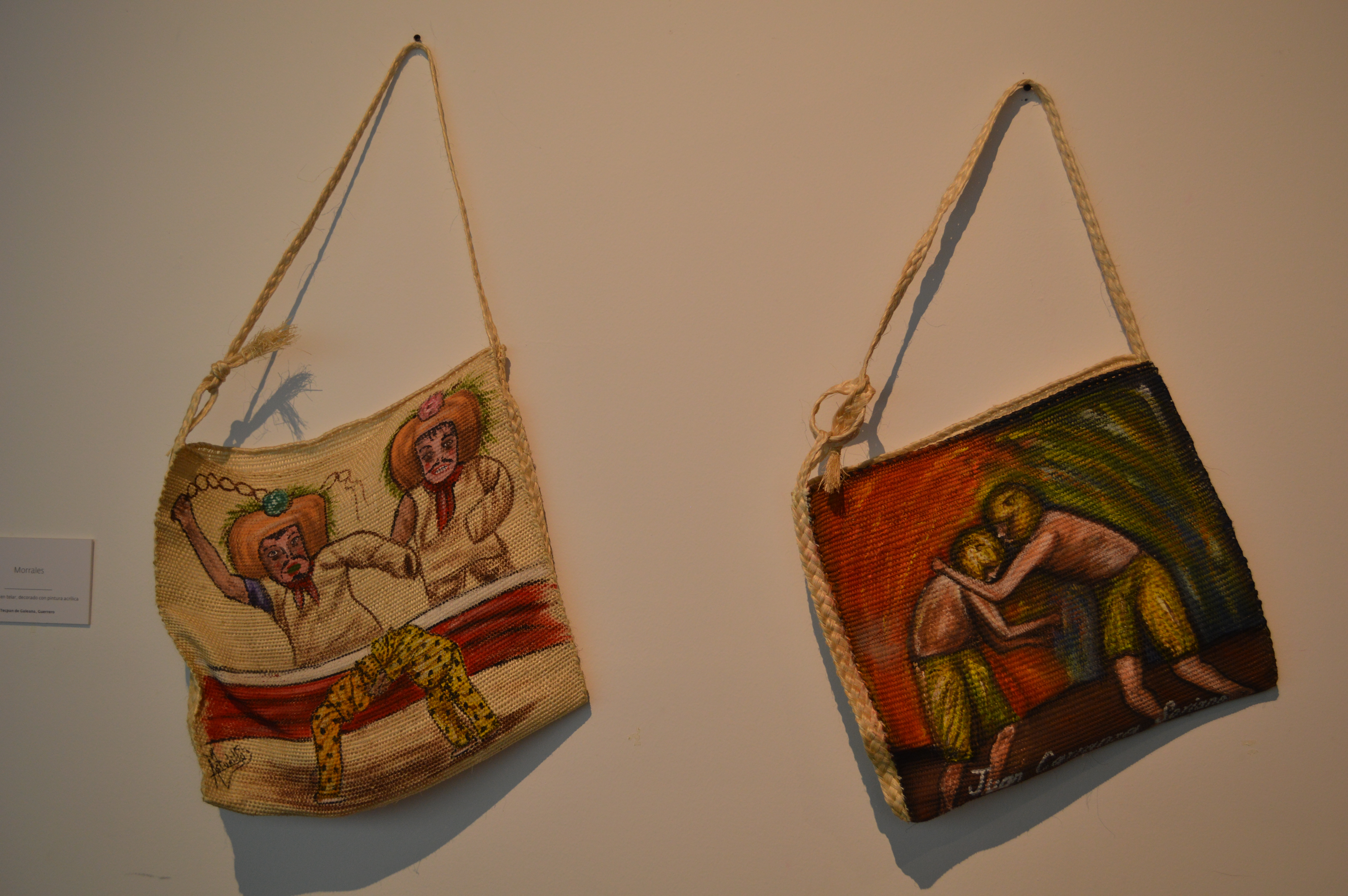
Morrales de fibras de Ixtle pintados artísticamente.

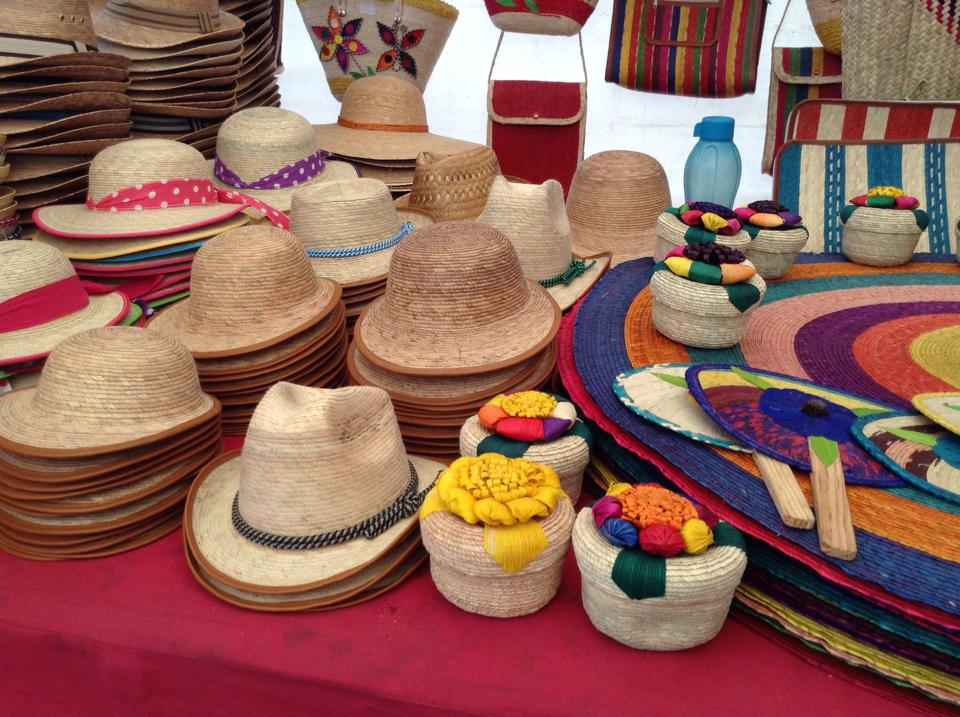
Sombreros y otras artesanías de palma o ixtle

El ixtle (del náhuatl ichtli 'ixtle') es una fibra vegetal conocida por su resistencia que ha sido usada en México desde tiempos antiguos, siendo parte fundamental de la economía y de la cultura mexicana a lo largo de los años. Proviene principalmente del agave lechuguilla, planta conocida por ser la más aprovechada de los tiempos antiguos, y sus fibras se utilizaban como fibras textiles y sus espinas como agujas.
En México, la explotación de las fibras duras de plantas silvestres como lechuguilla, palma o raíz de zacatón, entre otras, proporciona una actividad a gran parte del sector rural de los estados del norte, como son Nuevo León, San Luis Potosí, Coahuila , Tamaulipas y Zacatecas. Los campesinos de estas zonas normalmente dedican no más de cien días a las labores agrícolas, ya que el resto del año el clima no permite que esta actividad sea rentable. Debido a esto, muchos campesinos se dedican el resto del año a la explotación de esas fibras, incluso los habitantes de las llanuras donde no hay palma y lechuguilla llegan a emigrar por largos periodos de tiempo a las regiones montañosas, generalmente durante el tiempo de sequía, para dedicarse a esta actividad.

## Variedades

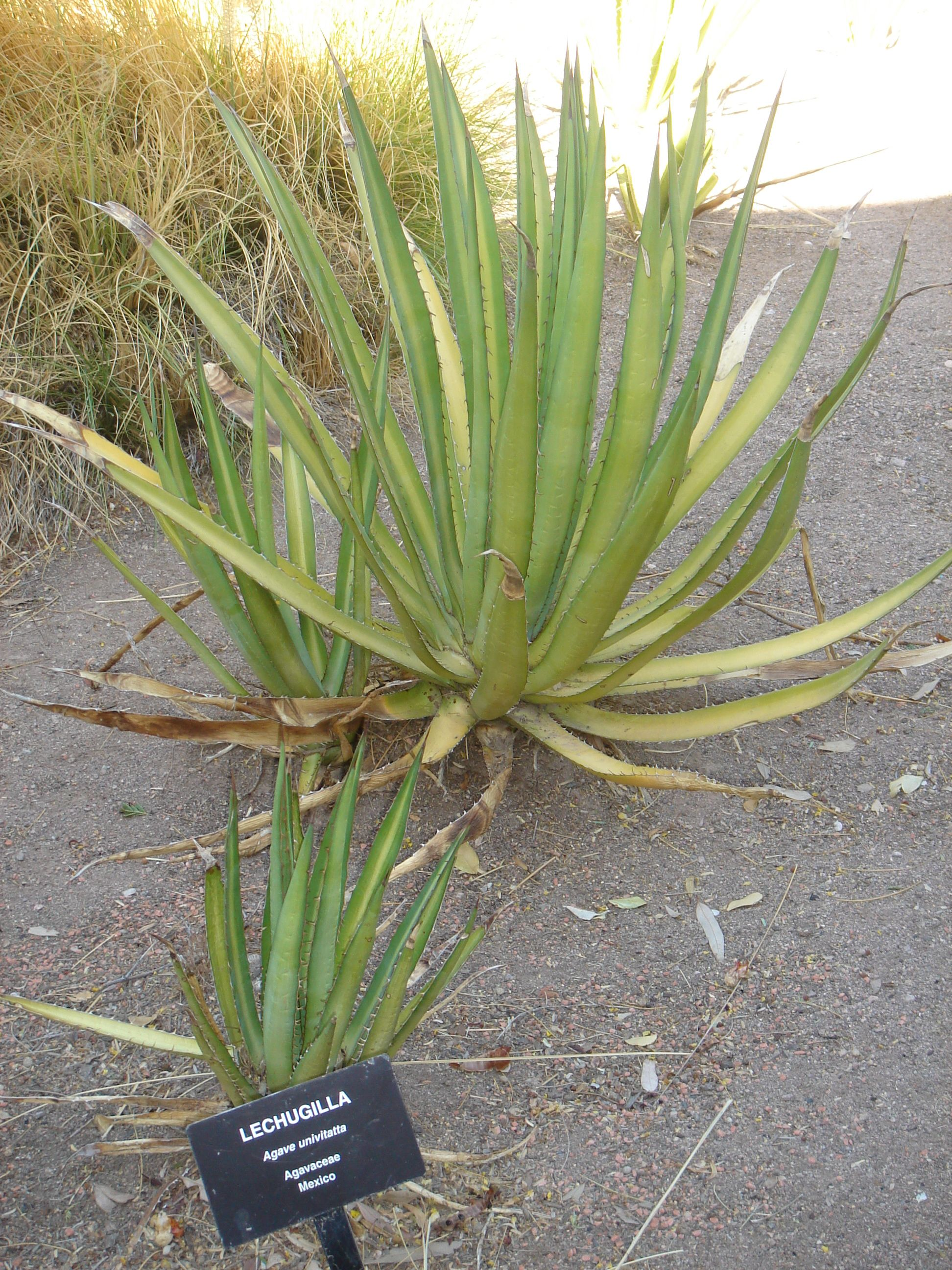
La lechugilla es el agave de donde se saca una de las fibras del ixtle

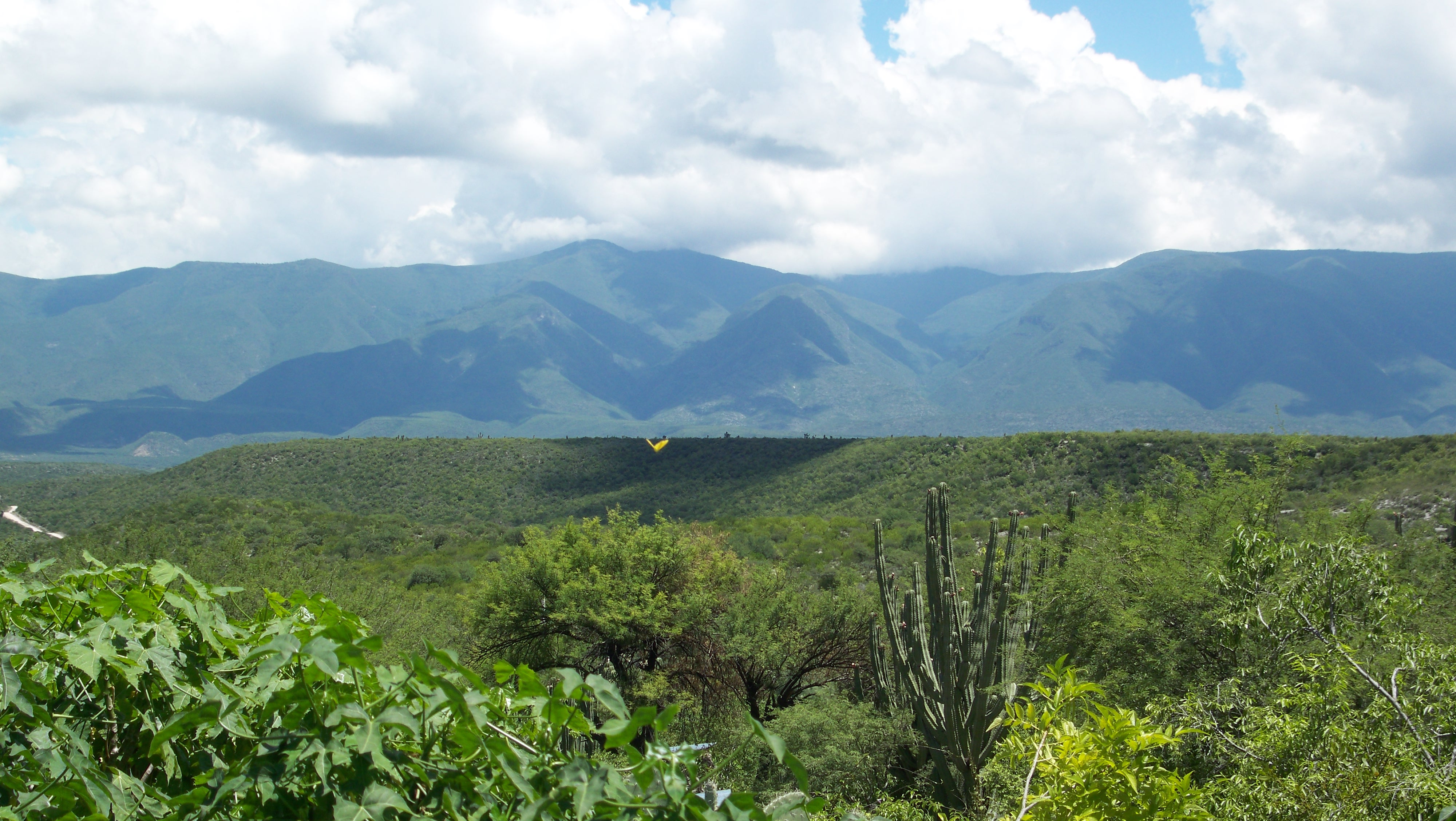
El Jaumave es el agave que le da su nombre a La Independencia, Jaumave, Tamaulipas y también se usa para producir fibra de ixtle

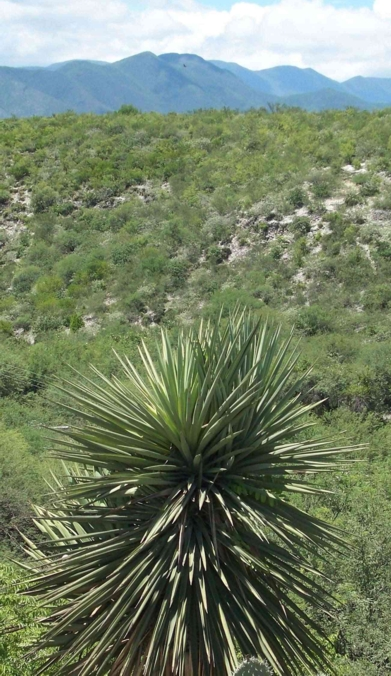
La palma es gran productora de ixtle

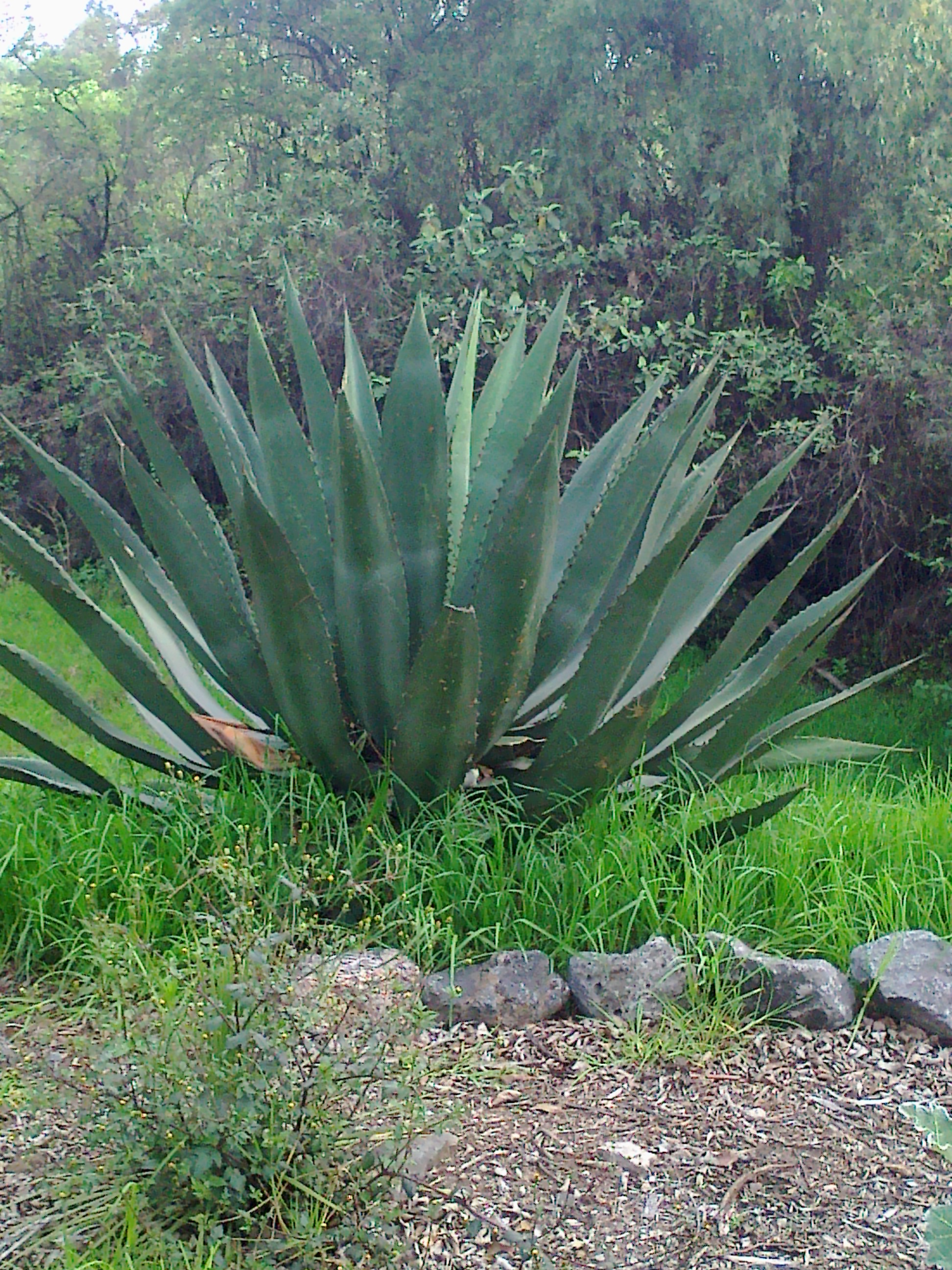
El ixtle se obtiene también del maguey

Hay varias clases de ixtle: el de lechuguilla, el jaumave, el de maguey y el de palma. El primero es de fibra larga y blanca; el segundo es de fibra aún más larga y más blanca; el de maguey es también blanco y de fibra larga; y, por último, el de palma es de fibra dura, corta y amarillenta. En algunos lugares se le llama pita.

## Obtención
El ixtle se obtiene de las hojas centrales del agave lechuguilla usando el siguiente método: primero, los “talladores” recolectan los cogollos (hojas centrales del agave) y, en segundo lugar, estos son tallados (antiguamente se tallaban con un hueso afilado o se golpeaban las hojas contra rocas para así obtener la fibra). Una vez que se obtiene la fibra, esta se pone a secar al sol por varios días; cuando está seca, es transportada a las agencias recopiladoras para su clasificación, después se distribuye a las unidades fabriles para ser industrializada e introducirse en el mercado.
La industrialización se realiza de la siguiente manera. Se inicia clasificando y seleccionando manualmente la fibra tomando en cuenta su longitud y espesor, paso seguido se rastrilla para ser tratada industrialmente. Después se le cortan las "cabezas" y "puntas", de esta manera se obtienen fibras de la misma longitud. Posteriormente, es peinada superficialmente por máquinas que la dejan suave y tersa, se finaliza empaquetándola en tubos de papel que luego son cortados y envasados generalmente en cajas.

## Usos
El ixtle es empleado en la manufactura de cepillos y brochas para usos industriales y domésticos, al no producir electricidad estática evita la adhesión del polvo, lo que lo hace mejor que otras fibras duras, además es extremadamente fuerte, durable y resistente. También es utilizado como relleno de tapicería o de cojines, para elaborar tapetes, mecates, costales, morrales, etc. Antes de la generalización de las fibras artificiales, las coloridas bolsas de ixtle eran comunes en los mercados. Otro producto significativo en la historia de México son los cinturones piteados. No se sabe con certeza cuándo surge esta técnica bordado, pero se sospecha que fue a finales del siglo XIX. Estos cinturones son parte fundamental del vestuario de los charros mexicanos. Los cinturones piteados son especiales por los intrincados tejidos que se hacen con hilo de pita sobre cuero, actualmente estos cinturones son considerados artesanías y pueden ser extremadamente costosos.

## Historia

### Tiempos antiguos y la conquista
Las fibras de mayor uso en la época prehispánica fueron las vegetales, aunque también lo fueron (a modo de ornamenta), plumas, pelo de conejo, pieles, conchas e hilos de plata y oro. Las fibras duras, como el henequén y el ixtle, fueron las primeras en ser utilizadas por las manos prehispánicas.
El ixtle era obtenido principalmente por los nativos de la época prehispánica pertenecientes a las regiones de Aridoamérica (actuales estados de Coahuila, Nuevo León, Durango y Tamaulipas, entre otros) y algunas de Mesoamérica (Oaxaca o Guerrero), aunque en este último no era del agave lechuguilla.
La gran mayoría de los indígenas usaban el ixtle para tejer ropa, redes de pesca y ayates (utilizados para cargar a niños pequeños), mecapales (usados para transportar cargas mayores), abanicos, cuerdas, cañas de pescar, bolsas, sandalias, huaraches, hilo y cuerdas para instrumentos musicales.
Las mantas los huipiles y las faldillas eran tributadas por los mazahuas al centro de México. Según el Códice Mendocino y la Matrícula de tributos, se tributaban alrededor de 8,000 mantas. Se piensa que por ser mayor la población antes de la llegada de los españoles estos números no eran tan disparatados.
Los señores de la Triple Alianza estaban interesados en obtener estos textiles más que por su función monetaria como instrumentos en ceremonias e incluso como reto de guerra.
Las mujeres desempeñaron un papel muy importante en la producción textil de estas épocas. A las niñas se les enseñaba el arte de tejer desde muy chicas y este proceso iba acompañado de una disciplina muy rígida y eran frecuentemente castigadas. Las mujeres que más se distinguen en el arte de tejer el algodón y el ixtle son la mazahuas.
Según el tipo de tejido era el uso que se les daba a los textiles de ixtle. Los ocuiltecayo ichtimaltli solo podían ser utilizados por los pipiltin e incluso se menciona que Cuauhtémoc  utilizaba uno en el momento de rendirse ante Hernán Cortés, aunque podía ser una prenda muy fina también las tilmas de los macehuales y del pueblo en general estaban hechas de ixtle.
La región de la Chinantla en el estado de Oaxaca fue una de las sedes principales de la nueva y floreciente industria del ixtle en la época precolonial (y lo sería hasta el siglo XX). Informes que datan de la época de la conquista nos dicen que la fibra producida en el bosque de la Chinantla fue valorada y comprada en ciudades tan distantes como Veracruz.

### De la época colonial al siglo XIX
En esta época se dio la unión de lo español con lo indígena y el nacimiento de la agricultura mexicana. Casi todo el equipo utilizado para este fin se elaboraba con madera, cuero, ixtle, zalea, palma y varas para hacer canastos.
En 1889, en la exposición de París, se exhibió la fibra de "pita", llamando poderosamente la atención por la excelencia de sus cualidades como lo son su finura, color, lustre y resistencia, sobrepasando a las demás fibras que se presentaron en dicha exposición.
La historia del ixtle se sigue desarrollando durante esta época gracias a su fama como fibra de alta calidad, la resistencia del ixtle al agua salada fue una cualidad sumamente útil para los marinos europeos, que la utilizaron para hacer las cuerdas y cabos de sus barcos.
La industria del ixtle llegó a ser tan importante que a finales del siglo XVIII Acayucan (Veracruz) producía de 500,000 a 600,000 pesos haciéndolo uno de los productos más fuertes de Veracruz. El ixtle se comercializaba casi en su forma bruta. 
En 1856, tras la victoria de los liberales, se abrió el mercado mexicano y se implementó una reforma que dio fin al proteccionismo de los años veinte. El auge que hasta ahora habían tenido las fibras mexicanas se vio afectado debido a la introducción de algodón extranjero, que era considerablemente más barato, y a la disminución de las hojas para exportación de los cultivos de Chinantla y de Veracruz; esto provocó que la planta se extrajera de poblaciones silvestres que abundaban en esas zonas.
A pesar de las adversidades, la exportación del ixtle siguió siendo fuente de ingresos en ciudades tan importantes como Saltillo y Veracruz, que continuaron exportando ixtle a los Estados Unidos.
Se considera que 1905 fue el año en el que la producción y comercialización del ixtle alcanzó su cima a escala nacional.

### Ixtle en elsigloXXhasta la segunda década delsigloXXI
Durante el Porfiriato, la participación de los Estados Unidos en el comercio con México fue cada vez mayor, el comercio creció más hacia el lado de la exportación de materias primas. El ixtle exportado en esta época proviene principalmente del centro y norte del país.
Sin embargo, el creciente auge del henequén como fibra más preciada para la exportación orilló al ixtle a un segundo plano, ya que el henequén pudo explotarse de manera más efectiva gracias a la invención de una máquina que desfibraba sus pencas, a que los hacendados yucatecos casi monopolizaron la producción del henequén y por el trabajo casi esclavizado de los mayas de Yucatán.
En Saltillo, el 25 de mayo de 1932 se crea la Confederación Nacional de Cooperativas Ixtleras, esta Confederación tenía como propósito proteger a quienes trabajaban en la industria del ixtle, pero no llegó a consumar con éxito su trabajo.
A principios de la década de 1970, los principales focos comerciales de ixtle son sólo una pequeña porción de locales comerciales que aún lo usaban para el bordado y elaboración de artículos de marroquinería y talabartería o arte piteado, que se empleaba en trabajos desde la época colonial y que seguían siendo exportados a Europa.
Se creyó que el fin del ixtle sucedería pronto, pero con la llegada del calentamiento global el uso de materiales sintéticos ha sido fuertemente criticado, lo que ha obligado a las empresas a regresar a materiales más naturales dándole al ixtle una segunda oportunidad.

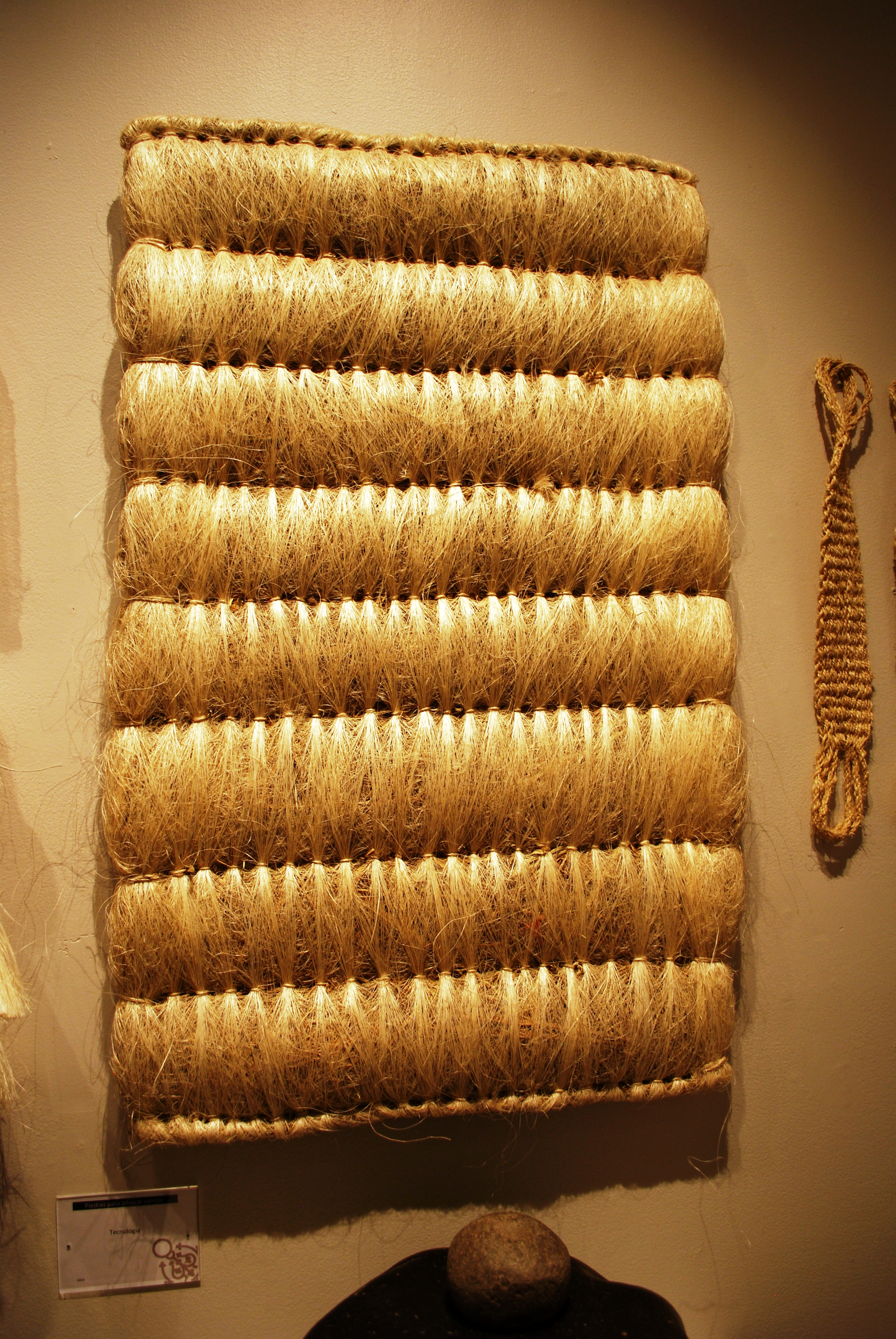
Fibras de ixtle
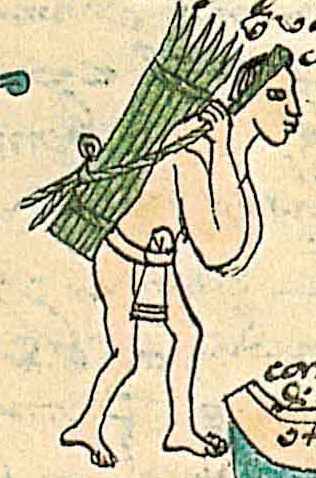
Mecapal en la frente, carga en la espalda. Códice Mendocino
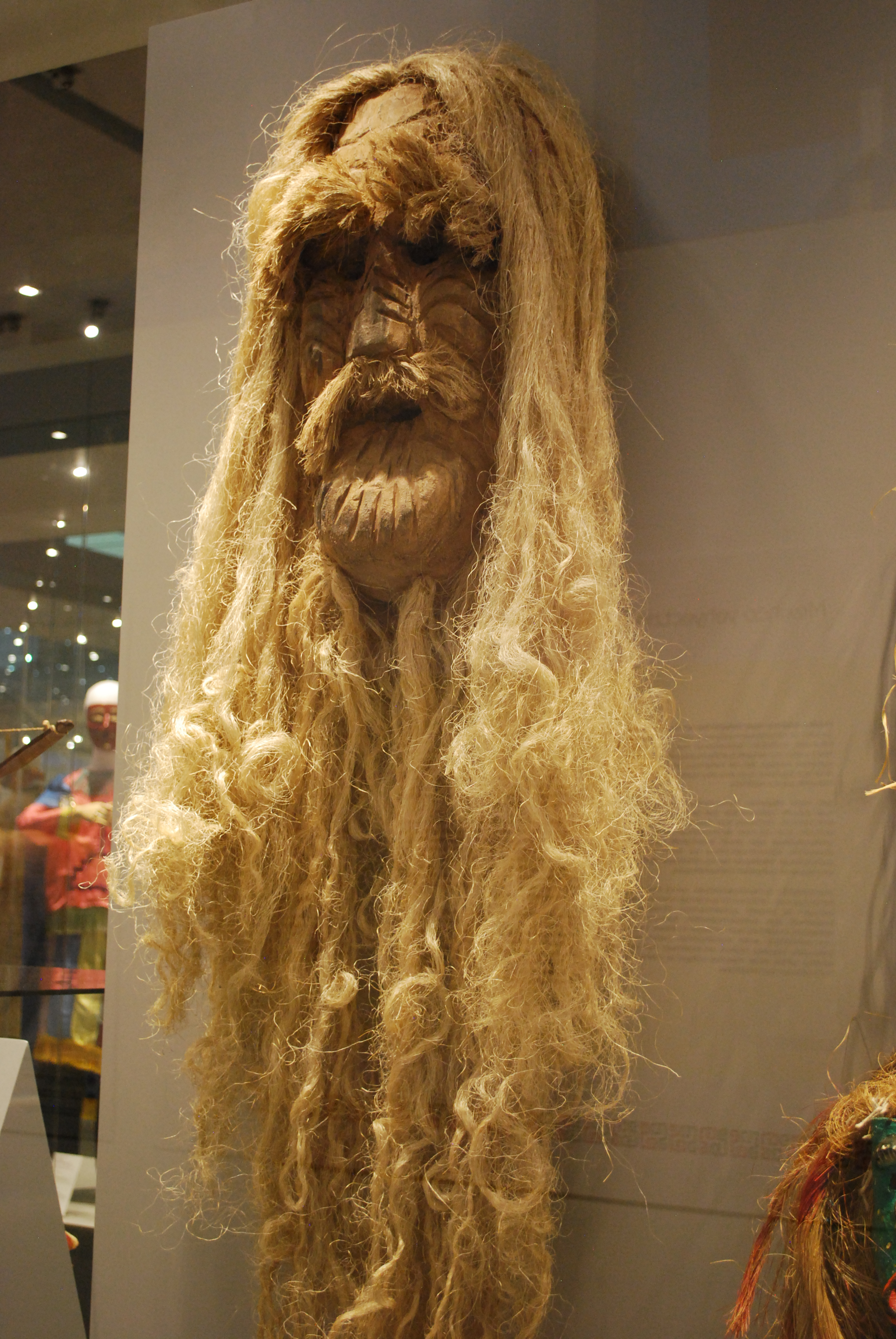
Máscara mazahua
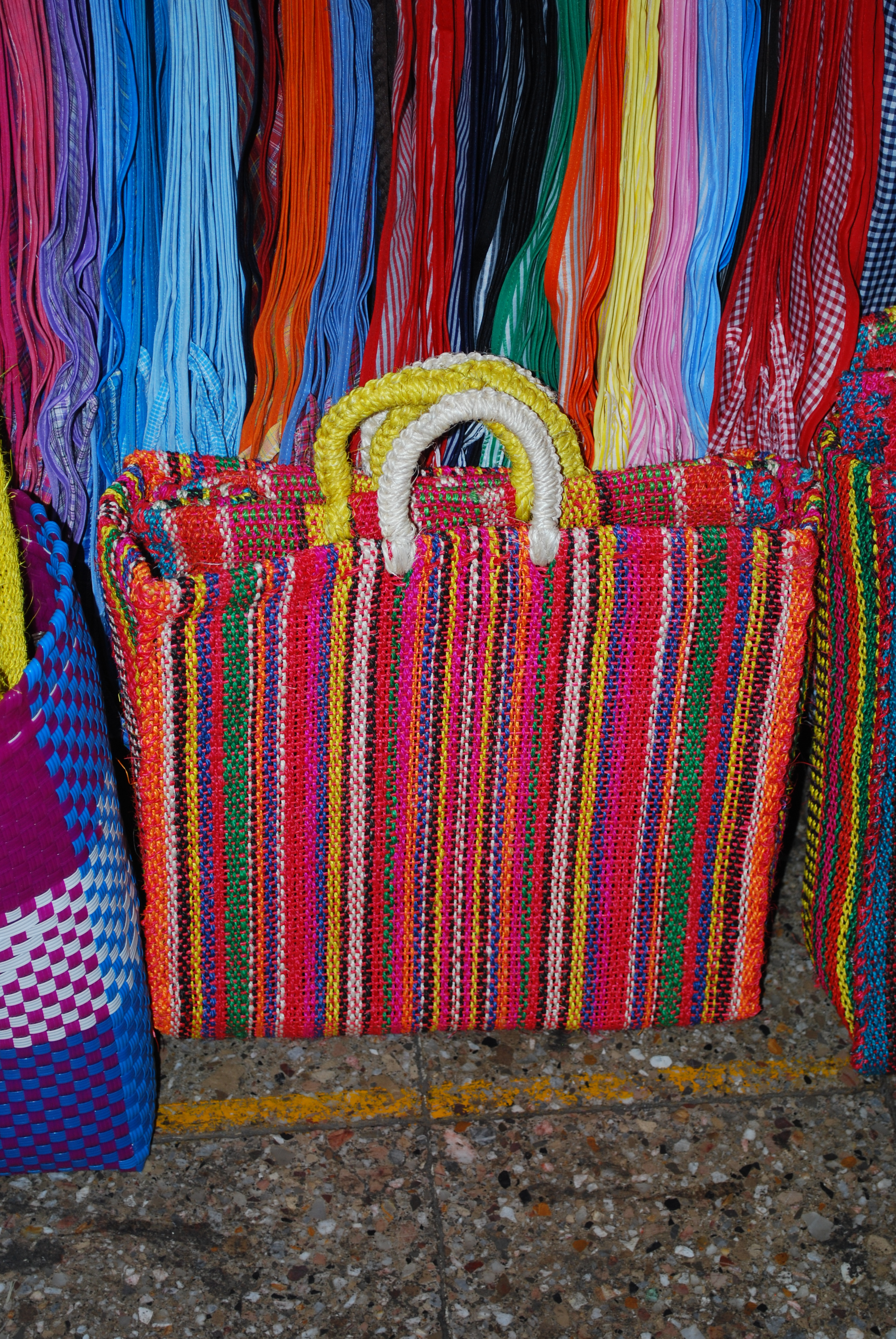
Bolsa tradicional
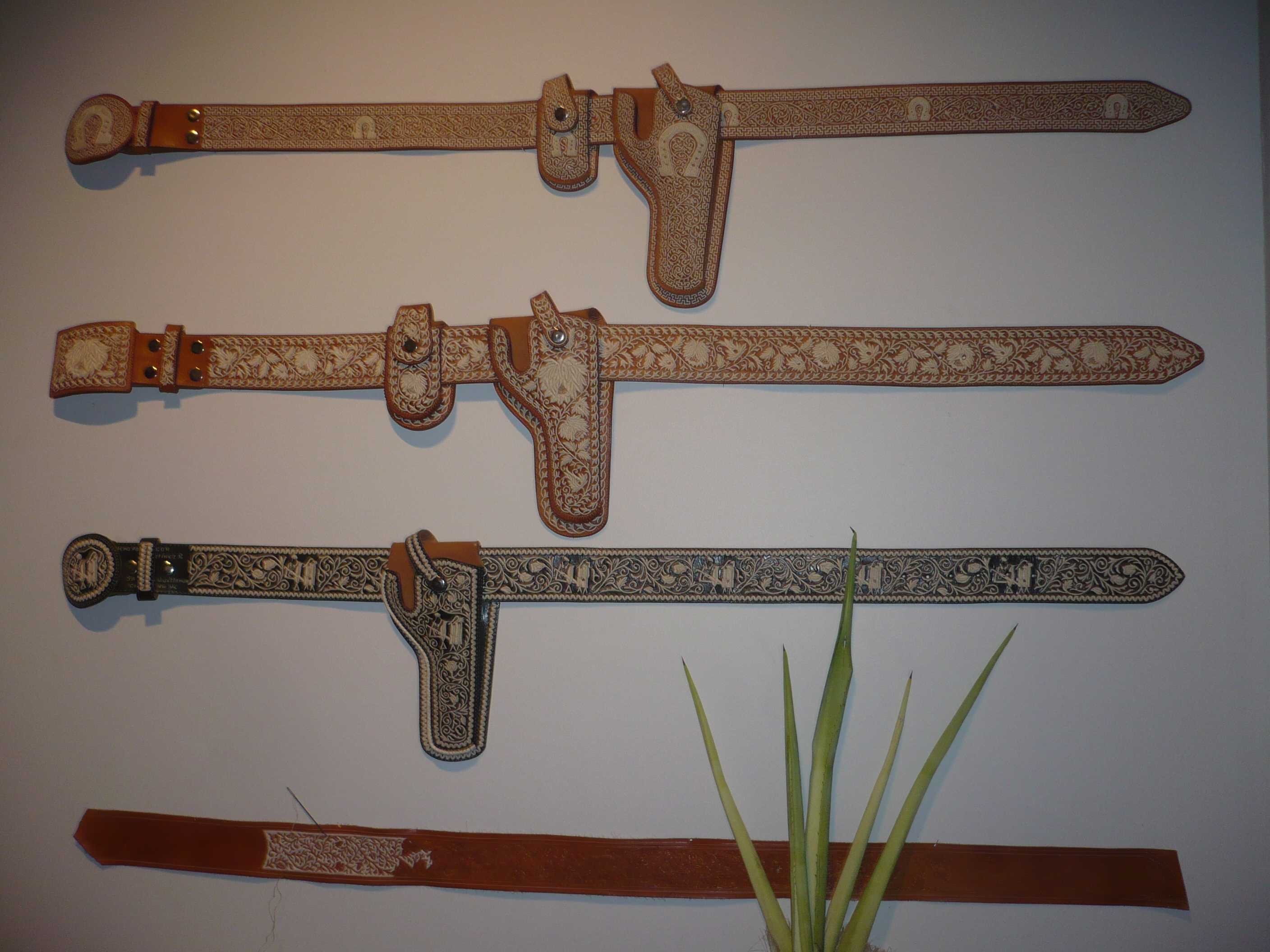
El cinturón de charro es de arte piteado, es decir, cuero con pita o ixtle
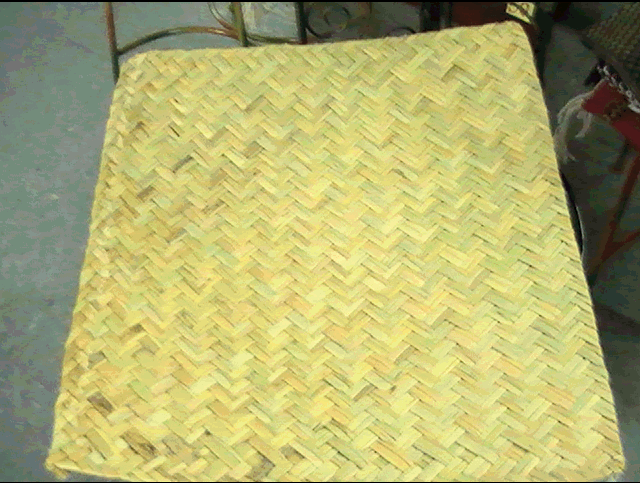
Petate